# 塞蒂莫托里内塞

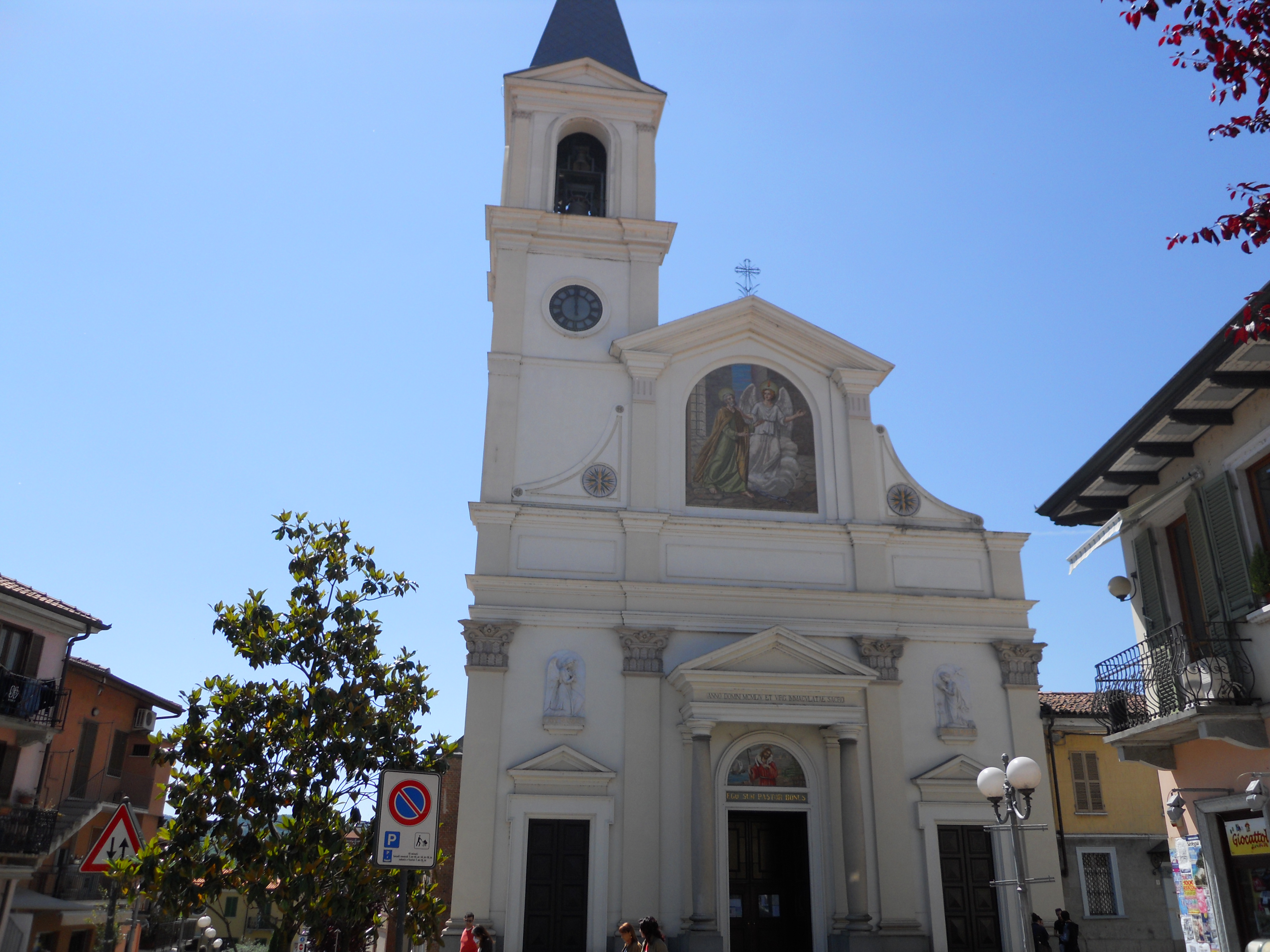
教堂

塞蒂莫托里内塞（義大利語：Settimo Torinese）是意大利皮埃蒙特大区都靈廣域市的市镇。面积为32.37平方公里，人口数量为47,485人（2017年）。
意大利语名中的“settimo”意为“第七”，地名源自该市镇跟都灵的距离，为七罗马里。